# Contopus latirostris
Piuí-porto-riquenho (Contopus latirostris) é uma espécie de ave da família Tyrannidae.
Pode ser encontrada nos seguintes países: Dominica, Guadeloupe, Martinica, Porto Rico e Santa Lúcia with records from Saint Kitts. Birds on Porto Rico are sometimes considered to be a separate species (Puerto Rican Pewee, C. portoricensis) as are those on Saint Lucia (Saint Lucia Pewee, C. oberi).
Os seus habitats naturais são: florestas secas tropicais ou subtropicais , florestas subtropicais ou tropicais húmidas de baixa altitude e regiões subtropicais ou tropicais húmidas de alta altitude.